# Guillermo Ortega
Guillermo Manuel Ortega Sierra (Madrid, 30 de junio de 1971), conocido como Guillermo Ortega, es un actor español. Popular por su papel de Paco, en la exitosa serie Aquí no hay quien viva, y posteriormente en su adaptación para Telecinco, La que se avecina en el papel de Joaquín Arias.

## Biografía
Licenciado por la Real Escuela Superior de Arte Dramático de Madrid, comenzó su carrera con pequeños papeles episódicos en muchas de las series españolas de los años 1990, incluyendo algunas de gran éxito como Farmacia de guardia o Médico de familia. 
En 1994 formó parte del reparto de Hermanos de leche con un papel secundario. Más tarde haría lo propio en Éste es mi barrio (1996-1997), ambas en Antena 3. Durante esta etapa, Ortega fue conocido por sus dotes como jugador de damas, ganándose el mote de «El farolero de los Cancajos».
También ha intervenido en algunos largometrajes como Cosas de brujas, Diario de una becaria o El oro de Moscú, pero la popularidad y el reconocimiento le llegarían de la mano de la serie Aquí no hay quien viva, en Antena 3 donde interpretó el personaje protagonista de Paco durante más de tres años (entre 2003 y 2006), desde el inicio de la serie hasta el final de la misma; tras finalizar la exitosa serie de Antena 3, participó, interpretando el papel de Joaquín Arias, en las dos primeras temporadas de La que se avecina.
Su pareja es la también actriz Fátima Baeza (con la que tiene dos hijos). En 2005 trabajaron juntos en el Corto Queridos Reyes Magos de Tirso Calero.
En 2005 se le concedió el Premio Unión de Actores al mejor actor de reparto de televisión por la serie Aquí no hay quien viva.

## Filmografía

### Televisión
| Año       | Serie                                 | Personaje                | Canal     | Notas         |
| --------- | ------------------------------------- | ------------------------ | --------- | ------------- |
| 1993-1994 | Farmacia de guardia                   | Julio / Ayudante         | Antena 3  | 2 episodios   |
| 1994-1996 | Hermanos de leche                     | Omar                     | Antena 3  | 10 episodios  |
| 1995      | Canguros                              |                          | Antena 3  | 1 episodio    |
| 1996-1997 | Éste es mi barrio                     | Piri                     | Antena 3  | 20 episodios  |
| 1997      | Médico de familia                     | Atracador                | Telecinco | 1 episodio    |
| 1997      | Turno de oficioː 10 años después      | Yonqui                   | La 1      | 1 episodio    |
| 1998      | Señor Alcalde                         | Joven 7                  | Telecinco | 1 episodio    |
| 1998      | Todos los hombres sois iguales        | José María               | Telecinco | 1 episodio    |
| 1998      | Tío Willy                             |                          | La 1      | 1 episodio    |
| 1999      | El comisario                          | Paco Soler               | Telecinco | 1 episodio    |
| 2000      | Hospital Central                      | Jesús                    | Telecinco | 1 episodio    |
| 2000      | Paraíso                               | Luis                     | La 1      | 1 episodio    |
| 2002      | Policías, en el corazón de la calle   | Benito                   | Antena 3  | 1 episodio    |
| 2003-2006 | Aquí no hay quien viva                | Paco                     | Antena 3  | 91 episodios  |
| 2007-2008 | La que se avecina                     | Joaquín Arias            | Telecinco | 28 episodios  |
| 2009      | La familia Mata                       | Juanra                   | Antena 3  | 1 episodio    |
| 2011      | 14 de abril. La República             | Rafael Mesa              | La 1      | 11 episodios  |
| 2013      | Tierra de lobos                       |                          | Telecinco | 3 episodios   |
| 2017      | La peluquería                         | Miguel                   | La 1      | 238 episodios |
| 2018      | Centro médico                         | Aurelio                  | La 1      | 1 episodio    |
| 2018      | Los habitantes de la casa deshabitada | Óscar                    | La 1      | TV Movie      |
| 2021      | Supernormal                           | Juan Carlos              | Movistar+ | 3 episodios   |
| 2021-2022 | Amar es para siempre                  | Emilio Posadas           | Antena 3  | 253 episodios |
| 2024      | 4 estrellas                           | Francisco "Paco" Sánchez | La 1      | 32 episodios  |

### Cine

#### Largometrajes
| Año  | Título                                | Personaje     | Director                | Género         | Duración |
| ---- | ------------------------------------- | ------------- | ----------------------- | -------------- | -------- |
| 2003 | Cosa de brujas                        |               | José Miguel Juárez      | Drama/Suspense | 1h 42m   |
| 2003 | El oro de Moscú                       | Imaginaria    | Jesús Bonilla           | Comedia        | 1h 48m   |
| 2003 | Diario de una becaria                 | Policía Joven | Josetxo San Mateo       | Comedia        | 1h 41m   |
| 2004 | Fuera del cuerpo                      | Juan          | Vicente Peñarrocha      | Drama/Comedia  | 1h 50m   |
| 2004 | Olé                                   | Juan          | Florence Quentin        | Comedia        | 1h 37m   |
| 2005 | R2 y el caso del cadáver sin cabeza   | Justino       | Álvaro Sáenz de Heredia | Comedia        | 1h 30m   |
| 2010 | Carne Cruda                           |               | Tirso Calero            | Comedia        | 1h 30m   |
| 2018 | Los habitantes de la casa deshabitada | Óscar         | Marisa Paniagua         | Comedia/Terror | 1h 20m   |

#### Cortometrajes
| Año  | Título                 | Personaje       | Director                  | Género   | Duración |
| ---- | ---------------------- | --------------- | ------------------------- | -------- | -------- |
| 1991 | Alfageme ha muerto     |                 | Javier Sacristán          |          |          |
| 1997 | Todo, todo, todo, todo | Marido comiendo | Juan Flahn                | Comedia  | 10m      |
| 1998 | Café de puchero        |                 | Luis Miguel González Cruz | Suspense | 14m      |
| 2005 | Queridos reyes magos   |                 | Tirso Calero              | Comedia  | 10m      |
| 2007 | Apego                  |                 | Javier Quesada            |          |          |
| 2009 | Tiempo de descuento    | Rafael          | Pedro Pérez Martí         | Drama    | 10m      |
| 2013 | Un final feliz         | Javi            | Marco Fettolini           | LGBT     | 11m      |
| 2013 | Bono                   | Raúl            | Ciro Altabas              | Comedia  | 11m      |

## Teatro
- Marat Sade (1994), de Antonio Malonda.
- Amor de don Perlimplín con Belisa en su jardín (1994), de Antonio Díaz Florian.
- El son que nos tocan (1995), de Juan Juan Margallo.
- La cabeza del dragón (1995), de Jesús Salgado.
- Torrijas de cerdo (1996), de Antonio Muñoz.
- La tinaja (1996), de Jesús Salgado.
- El maestro de danzar (1998), de Ángel Gutiérrez.
- Santa Cruz (1999), de Jesús Salgado.
- Internautas (1999), de Antonio Muñoz.
- El canto de un cisne (2000), de Ángel Gutiérrez.
- Los escándalos de un pueblo (2001), de Ángel Gutiérrez.
- Entre palos (2001), de Jesús Salgado.
- Vivir como cerdos (2002), de Jesús Salgado.
- Los tres mosqueteros (2003), de Javier Veiga.
- Olvida los tambores (2007), de Víctor Conde.
- La ratonera (2011-2012), de Víctor Conde.
- Love Room (2014), de Tirso Calero.
- El Ministro (2014-2015), de Silvestre G.
- Pánico (2016-2020), de Mika Miliaho.
- No sé si me explico (2019-2020), de Antonio Prieto.
- Es peligroso asomarse al exterior (2024), de Enrique Jardiel Poncela.

## Formación
- Curso de Interpretación para cine impartido por Bob Mac Andrew (2002).
- Curso "Análisis de texto" impartido por Augusto Fernandes en el estudio Juan Carlos Corazza (2002).
- Estudios de Interpretación en el Teatro de Cámara (1999-2001).
- Curso acerca de la técnica de Mijail Chejov impartido por Luis D´Ors (1998).
- Licenciado en Interpretación Textual por la RESAD (1995).